# Smil z Nových Hradů
Smil z Nových Hradů (v německé verzi Smil von Gratzen, * před 1269, † po 1317) byl český šlechtic z landštejnské větve rodu Vítkovců. 

## Život
Narodil se zřejmě někdy před rokem 1269, neboť podle listiny z 1. prosince 1284, ve které je uvedený s predikátem de Gratzen, jako poděbradský purkrabí povolil vyšebrodskému klášteru celní svobodu ve městě Nové Hrady a v jeho okolí. Tudíž v roce 1284 už musel být právně způsobilý a to v té době bylo od patnácti let. 
Ještě v době Smilova dětství v roce 1279 došlo k jeho svatbě s Kunhutou z rodu Kuenringů, čímž jeho otec Ojíř z Lomnice získal od Kuenringů panství Nové Hrady, které spravoval do synovy plnoletosti. 
Finančně výhodnou funkci purkrabího v Poděbradech získal Smil v tak mladém věku zřejmě díky mocenskému postavení svého otce Ojíře, který byl od roku 1284 nejvyšším komorníkem Českého království. V roce 1289 po zatčení Záviše z Falkenštejna Smil jako příslušník rodu Vítkovců o funkci poděbradského purkrabího přišel. 
V červenci 1298 se Smil zúčastnil bitvy u Göllheimu a vedl český vojenský kontingent, kterým král Václav II. pomohl k vítězství Albrechta Habsburského nad Adolfem Nasavským v soupeření o trůn římského krále. Pověření Smila vést český vojenský kontingent svědčí o postupném akceptování rodu Ojíře z Lomnice ze strany Václava II. Následně Smil získal funkci purkrabího ve Znojmě, což byla patrně odměna za jeho hrdinskou vojenskou službu. 
Další zmínky o Smilovi pocházejí z let 1300 a 1302, kdy vyšebrodskému klášteru prodal nejprve svojí polovinu Dlouhé Stropnice a poté polovinu sousední Stropnice. 
Smil s manželkou Kunhutou z Kuenringu měli dva syny Smila a Ojíře a dceru Ofku, ovšem je pravděpodobné že děti zemřely v mladém věku a bez potomků, neboť Smilův majetek později zdědil jeho synovec Vilém z Landštejna. Po roce 1303, kdy je Smil stále uváděn jako znojemský purkrabí, se postupně stáhl do ústraní a přestával se angažovat u dvora krále Václava II. Smilovu roli tak převzal jeho výrazně mladší (zhruba o 15 let) bratr Vítek z Landštejna, který se v květnu 1305 zúčatnil schůzky významných šlechticů českého království u lůžka umírajícího Václava II. a někdy v té době také Vítek od Smila převzal znojemské purkrabstí. Poslední zmínka o Smilovi v zápisu ve skriptoriu kláštera ve Zwettlu uvádí, že Smil z Nových Hradů se rozhodl vstoupit do bratrství mnichů. V tomto klášteře byl Smil patrně i pochován.